# The One Man Olympics
The One Man Olympics (chin. 一个人的奥林匹克, pinyin Yi ge ren de Aolinpike) – chiński sportowy komediodramat z 2008 roku wyreżyserowany przez Hou Yong. Scenariusz napisał John Mott.
Film opowiada o losach Liu Changchuna (Li Zhaolin), który był pierwszym chińskim sportowcem olimpijskim.

## Obsada
Źródło: Internet Movie Database

- Li Zhaolin – Liu Changchun
- Shi Liang – Trener Song
- Sun Haiying – Ojciec Liu Changchuna
- Zhao Lin – Yao Kexiu
- Hu Jun – Zhang Xueliang
- David Wu – Shen Ganshi
- Masa Dazhong – Japoński tłumacz
- Joe Bosco – Kaptain Akeley
- Amanda Weiss – Sophie